# 兼城駅
兼城駅（かねぐすくえき）は、かつて沖縄県兼城村照屋（現在の沖縄県糸満市照屋）に存在した沖縄県営鉄道
糸満線の鉄道駅（廃駅）である。

## 歴史
- 1923年（大正12年）7月11日（同年7月10日とも[2]）：糸満線の開通と同時に開業[1]。停留所であった[2]。
- 当駅では徴兵された兵士が見送られていた[3]。
- 1945年（昭和20年）：沖縄戦による線路の破壊のため、路線自体が事実上廃止[4]。最終運行は3月28日頃[2]。

## 駅周辺
駅跡近く（高嶺駅との間）には三角橋と呼ばれる土留め（擁壁）が残っている。また、沖縄鉄軌道においては、兼城の開削トンネル内に駅が設置される計画となっている。

## 隣の駅
沖縄県営鉄道
糸満線
高嶺駅 - 兼城駅 - 糸満駅